# 四鄰譚藪
『四鄰譚藪』（しりんたんそう）は、江戸時代中期の郷土史家、俳人の吉沢好謙（よしざわたかあき）が元文元年（1736年）に著した信濃国の郷土史。
当初は『井城地誌』（せいじょうちし）と題し、岩村田宿を中心とした佐久郡の沿革を記している。全7巻からなるが、第5巻の「神祠」の部は欠巻となっている。大正2年（1913年）に『信濃史料叢書』巻4に収録されて復刊された。